# 대한민국의 기념일
이 문서는 대한민국의 기념일(大韓民國-紀念日)에 대해 다룬다. 기념일에는 대한민국 정부가 주관하여 전국적 또는 지역적 규모의 의식과 부수되는 행사 등이 진행된다.
여성의 날, 가정의 날, 인구의 날 등과 같이 국제 기념일과 날짜를 맞춰 진행하는 경우도 있다. 국경일 및 법정기념일 제도의 운영에 관한 사무를 관장하는 곳은 행정안전부 의정관실 소속 의정담당관실이다.

## 기념일 목록

### 「각종 기념일 등에 관한 규정」에 따른 기념일
| 번호 | 기념일                        | 날짜               | 주관 부처                                          | 개최 행사 내용 | 비고 |
| ---- | ----------------------------- | ------------------ | -------------------------------------------------- | --- | --- |
| 1    | 2·28민주운동 기념일           | 2월 28일           | 국가보훈부                                         | 2·28민주운동의 역사적 의미와 숭고한 정신을 길이 계승·발전시키기 위한 행사를 개최.                                                                                          | - 2018년에 지정 |
| 2    | 납세자의 날                   | 3월 3일            | 기획재정부                                         | 국민의 성실 납세에 감사(感謝)하고, 세금의 중요성을 알리는 행사를 개최. | - 1973년에 조세의 날로 지정 - 2000년에 납세자의 날로 변경 |
| 3    | 3·8민주의거 기념일            | 3월 8일            | 국가보훈부                                         | 3·8 민주의거의 역사적 의미와 숭고한 정신을 길이 계승·발전시키기 위한 행사를 개최.                                                                                          | - 2018년에 지정 |
| 4    | 3·15의거 기념일               | 3월 15일           | 국가보훈부                                         | 3·15의거를 기념하는 행사를 개최. | - 2010년에 지정 |
| 5    | 상공의 날                     | 3월 셋째 수요일    | 산업통상자원부                                     | 상공업의 진흥을 촉진하는 행사를 개최. | - 1973년에 3월 20일로 지정 - 1984년에 3월 셋째 수요일로 변경                                                                                                   |
| 6    | 서해수호의 날                 | 3월 넷째 금요일    | 국가보훈부                                         | 서해수호를 위한 희생을 기리고, 국민의 안보의식을 북돋우며, 국토수호결의를 다지는 행사를 개최.                                                                              | - 2016년에 지정 |
| 7    | 4·3희생자 추념일              | 4월 3일            | 행정안전부                                         | 제주4·3사건 희생자를 위령하는 추념 행사를 개최. | - 2014년에 지정 |
| 8    | 예비군의 날                   | 4월 첫째 금요일    | 국방부                                             | 모든 예비군이 참가하여 국가방위의 임무를 새롭게 다짐하는 행사를 개최. | - 1970년에 4월 첫째 토요일을 향토예비군의 날로 지정 - 2006년에 4월 첫째 금요일로 변경 - 2016년에 예비군의 날로 변경                                            |
| 9    | 식목일                        | 4월 5일            | 농림축산식품부                                     | 나무 심기를 통하여 국민의 나무 사랑 정신을 북돋우고, 산지(山地)의 자원화를 위한 행사를 개최.                                                                               | - 1982년에 지정 |
| 10   | 보건의 날                     | 4월 7일            | 보건복지부                                         | 국민보건 향상을 위한 관련 분야의 각종 행사를 개최. | - 1973년에 지정 |
| 11   | 대한민국 임시정부 수립 기념일 | 4월 11일           | 국가보훈부                                         | 3·1운동으로 건립된 대한민국 임시정부의 법통(法統)과 역사적 의의를 기리는 행사를 개최.                                                                                      | - 1990년에 4월 13일로 지정 - 2018년에 4월 11일로 변경 |
| 12   | 4·19혁명 기념일               | 4월 19일           | 국가보훈부                                         | 4·19혁명을 기념하는 행사를 개최. | - 1973년에 4·19의거 기념일로 지정 - 1995년에 4·19혁명 기념일로 변경                                                                                            |
| 13   | 장애인의 날                   | 4월 20일           | 보건복지부                                         | 장애인에 대한 국민의 이해를 깊게 하고, 장애인의 재활 의욕을 북돋기 위한 행사를 개최.                                                                                       | - 1994년에 지정 |
| 14   | 과학의 날                     | 4월 21일           | 과학기술정보통신부                                 | 과학기술의 중요성을 높이고, 모든 국민생활의 과학화 추진과 관련된 행사를 개최.                                                                                              | - 1969년에 지정 |
| 15   | 정보통신의 날                 | 4월 22일           | 과학기술정보통신부 방송통신위원회                  | 정보통신의 중요성과 의의를 높이고, 정보통신사업의 발전을 다짐하며, 관계 종사원들의 노고를 위로하는 행사를 개최.                                                            | - 1973년에 체신의 날로 지정 - 1996년에 정보통신의 날로 변경 |
| 16   | 법의 날                       | 4월 25일           | 법무부                                             | 국민의 준법정신을 함양하고, 법의 존엄성에 관련된 행사를 개최. | - 1964년에 5월 1일로 지정 - 2003년에 4월 25일로 변경 |
| 17   | 충무공 이순신 탄신일          | 4월 28일           | 문화체육관광부                                     | 충무공 이순신의 숭고한 충의를 길이 빛내는 행사를 개최. | - 1967년에 충무공탄신기념일로 지정 - 1973년에 충무공 탄신일로 변경 - 2013년에 충무공 이순신 탄신일로 변경                                                      |
| 18   | 순직의무군경의 날             | 4월 넷째 금요일    | 국가보훈부                                         | 국방의무 수행 중 사망한 순직의무군경의 희생과 호국정신을 기리는 행사를 개최.                                                                                               | - 2024년에 지정 |
| 19   | 근로자의 날                   | 5월 1일            | 고용노동부                                         | 근로자의 노고를 위로하고, 근로의욕을 더욱 높이는 행사를 개최. | - 1963년에 3월 10일로 지정 - 1994년에 5월 1일로 변경 |
| 20   | 어린이 날                     | 5월 5일            | 보건복지부 여성가족부                              | 미래사회의 주역이 될 어린이들이 올바르고 슬기롭고 씩씩하고 밝고 건강하고 예쁜 마음으로 자라날 수 있도록 어린이 사랑 정신을 함양하기 위한 행사를 개최.                      | - 1923년에 최초로 지정 - 1973년에 지정 - 1976년에 폐지 - 1982년에 재지정                                                                                       |
| 21   | 어버이 날                     | 5월 8일            | 보건복지부 여성가족부                              | 조상하고 어버이에 대한 은혜를 헤아리고, 어른하고 노인 공경하고 관련된 행사를 개최.                                                                                         | - 1956년에 어머니 날로 지정 - 1973년에 어버이 날로 변경 |
| 22   | 동학농민혁명 기념일           | 5월 11일           | 문화체육관광부                                     | 동학농민혁명의 역사적 가치와 의미를 재조명하고 애국애족정신을 높이는 행사를 개최.                                                                                          | - 2019년에 지정 |
| 23   | 스승의 날                     | 5월 15일           | 교육부                                             | 교권 존중의 사회적 풍토 조성과 스승 공경과 관련된 행사를 개최. | - 1964년에 5월 26일로 지정 - 1965년에 5월 15일로 변경 - 1973년에 국민교육헌장선포기념일로 통합 - 1982년에 재지정                                               |
| 24   | 세종대왕 나신 날              | 5월 15일           | 문화체육관광부 국가유산청                          | 세종대왕의 위대한 업적을 기리고, 창조정신과 애민사상을 계승·발전시키는 행사를 개최.                                                                                        | - 2025년에 지정 |
| 25   | 5·18민주화운동 기념일         | 5월 18일           | 국가보훈부                                         | 5·18민주화운동을 기념하는 행사를 개최. | - 1997년에 지정 |
| 26   | 부부의 날                     | 5월 21일           | 여성가족부                                         | 건전한 가족문화의 정착과 가족 해체 예방을 위한 행사를 개최. | - 2007년에 지정 |
| 27   | 성년의 날                     | 5월 셋째 월요일    | 여성가족부                                         | 국가하고 민족의 장래를 짊어질 성인으로서의 자부심과 책임감을 갖게 하는 행사를 개최.                                                                                        | - 1973년에 4월 20일로 지정 - 1975년에 5월 6일로 변경 - 1984년에 5월 셋째 월요일로 변경                                                                         |
| 28   | 우주항공의 날                 | 5월 27일           | 우주항공청                                         | 우주경제 시대의 중요성을 알리고, 우주항공 산업의 진흥을 촉진하는 행사를 개최.                                                                                              | - 2025년에 지정 |
| 29   | 바다의 날                     | 5월 31일           | 해양수산부                                         | 바다 관련 산업의 중요성과 의의를 높이고, 국민의 해양에 대한 인식을 북돋우며, 관계 종사원들의 노고를 위로하는 행사를 개최.                                                  | - 1996년에 지정 |
| 30   | 의병의 날                     | 6월 1일            | 행정안전부                                         | 의병의 희생정신을 기리고, 국민의 나라사랑 정신을 북돋울 수 있는 행사를 개최.                                                                                               | - 2010년에 지정 |
| 31   | 환경의 날                     | 6월 5일            | 환경부                                             | 국민의 환경보전의식 함양과 실천의 생활화를 위한 행사를 개최. | - 1996년에 지정 |
| 32   | 현충일                        | 6월 6일            | 국가보훈부                                         | 나라를 위해 싸우다 돌아가신 호국영령들의 명복을 빌고, 순국선열 및 전몰장병(戰歿將兵)의 숭고한 호국정신하고 위훈(偉勳)을 기리는 행사를 개최.                                | - 1956년에 현충기념일로 지정 - 1982년에 현충일로 변경 |
| 33   | 6·10민주항쟁 기념일           | 6월 10일           | 행정안전부                                         | 6·10민주항쟁을 기념하는 행사를 개최. | - 2007년에 지정 |
| 34   | 6·10만세운동 기념일           | 6월 10일           | 국가보훈부                                         | 일제의 강제병합과 식민지배에 항거한 순국선열의 숭고한 독립정신과 희생정신을 계승하기 위한 행사를 개최.                                                                     | - 2021년에 지정 |
| 35   | 6·25전쟁일                    | 6월 25일           | 국가보훈부                                         | 6·25전쟁을 상기하여 국민의 안보의식을 북돋우는 행사를 개최. | - 1973년에 6·25사변일로 지정 - 2013년에 6·25전쟁일로 변경 |
| 36   | 철도의 날                     | 6월 28일           | 국토교통부                                         | 기간(基幹) 교통수단으로서의 철도의 의의를 높이고, 종사원들의 노고를 위로하는 행사를 개최.                                                                                  | - 1969년에 9월 18일로 지정 - 2018년에 6월 28일로 변경 |
| 37   | 정보보호의 날                 | 7월 둘째 수요일    | 과학기술정보통신부 행정안전부 국가정보원           | 국가 차원의 정보보호 역량을 결집하고 국민의 정보보호 생활화를 촉진할 수 있는 행사를 개최.                                                                                  | - 2012년에 지정 |
| 38   | 북한이탈주민의 날             | 7월 14일           | 통일부                                             | 북한이탈주민을 포용하고, 북한이탈주민의 권익을 향상시키며, 남북주민 간 통합문화를 형성하고, 통일인식을 제고하기 위한 행사를 개최.                                          | - 2024년에 지정 |
| 39   | 푸른 하늘의 날                | 9월 7일            | 외교부 환경부                                      | 유엔 기념일인 푸른 하늘을 위한 국제 맑은 공기의 날을 맞이하여 대기질 개선에 대한 국민의 이해와 관심을 제고하고 대기오염 저감활동에 범국가적인 참여를 촉진하는 행사를 개최. | - 2020년에 지정 |
| 40   | 국군의 날                     | 10월 1일           | 국방부                                             | 국군의 위용 및 전투력을 국내외에 과시하고, 국군장병의 사기를 높이기 위한 행사를 개최.                                                                                      | - 1970년에 지정 - 1976년에 폐지 - 1982년에 재지정 |
| 41   | 노인의 날                     | 10월 2일           | 보건복지부                                         | 경로효친의 미풍양속을 확산하기 위한 행사를 개최. | - 1997년에 지정 |
| 42   | 세계 한인의 날                | 10월 5일           | 외교부                                             | 세계 각지에 거주하는 재외동포의 민족적 의의를 되새기는 행사를 개최. | - 2007년에 지정 |
| 43   | 재향군인의 날                 | 10월 8일           | 국가보훈부                                         | 재향군인 상호 간의 친목을 도모하고, 국가발전과 관련된 행사를 개최. | - 1973년에 5월 8일로 지정 - 2002년에 10월 8일로 변경 |
| 44   | 스포츠의 날                   | 10월 15일          | 문화체육관광부                                     | 국민의 건강과 행복한 삶을 위한 각종 스포츠 행사 및 대회 개최와 더불어 올림픽의 이상(理想)을 구현하는 행사를 개최.                                                          | - 1973년에 체육의 날로 지정 - 2023년에 스포츠의 날로 변경 |
| 45   | 부마민주항쟁 기념일           | 10월 16일          | 행정안전부                                         | 부마민주항쟁을 기념하는 행사를 개최. | - 2019년에 지정 |
| 46   | 문화의 날                     | 10월 셋째 토요일   | 문화체육관광부                                     | 방송·잡지·영화 등 대중매체의 사회적 가치를 새롭게 하고, 문화예술 진흥과 관련된 행사를 개최.                                                                                | - 1972년에 10월 20일로 지정 - 2006년에 10월 셋째 토요일로 변경                                                                                                 |
| 47   | 경찰의 날                     | 10월 21일          | 행정안전부                                         | 모든 경찰공무원 및 관계관이 참석하여 민주경찰의 사명감 고취하고 관련된 행사를 개최.                                                                                        | - 1973년에 지정 |
| 48   | 국제연합일                    | 10월 24일          | 외교부                                             | 국제연합 창립과 6·25전쟁 중 국제연합군이 참전한 뜻을 기념하는 행사를 개최.                                                                                                 | - 1976년에 지정 |
| 49   | 교정의 날                     | 10월 28일          | 법무부                                             | 교정(矯正) 관련 종사자들의 사기를 높이고, 재소자의 갱생의지를 촉진하는 행사를 개최.                                                                                        | - 2002년에 지정 |
| 50   | 지방자치 및 균형발전의 날     | 10월 29일          | 행정안전부 산업통상자원부                          | 지방자치 및 균형발전에 관한 국민의 관심을 높이고, 그 성과를 공유하기 위한 행사를 개최.                                                                                     | - 2012년에 지방자치의 날로 지정 - 2023년에 지방자치 및 균형발전의 날로 변경                                                                                    |
| 51   | 금융의 날                     | 10월 마지막 화요일 | 기획재정부 금융위원회                              | 금융에 대한 국민의 이해를 높이고, 금융의 역할과 책임을 되새기며, 금융권 종사자들의 노고를 격려하는 행사를 개최.                                                            | - 1964년에 9월 21일을 저축의 날로 지정 - 1966년에 9월 25일로 변경 - 1973년에 10월 25일로 변경 - 1984년에 10월 마지막 화요일로 변경 - 2016년에 금융의 날로 변경 |
| 52   | 학생독립운동 기념일           | 11월 3일           | 교육부 국가보훈부                                  | 학생독립운동의 정신을 계승·발전시켜 학생들에게 자율역량과 애국심을 함양시키기 위한 행사를 한다.                                                                            | - 1953년에 학생의 날로 지정 - 1973년에 폐지 - 1984년에 재지정 - 2006년에 학생독립운동 기념일로 변경                                                            |
| 53   | 농업인의 날                   | 11월 11일          | 농림축산식품부                                     | 농업이 국민경제의 근간임을 국민들에게 인식시키고, 농업인의 긍지와 자부심을 북돋우며, 노고를 위로하는 행사를 한다.                                                          | - 1996년에 농어업인의 날로 지정 - 1997년에 농업인의 날로 변경                                                                                                  |
| 54   | 순국선열의 날                 | 11월 17일          | 국가보훈부                                         | 국권 회복을 위해 헌신하신 순국선열의 독립정신과 희생정신을 후세에 길이 전하고, 선열의 위훈을 기리는 행사를 한다.                                                           | - 1997년에 지정 |
| 55   | 소비자의 날                   | 12월 3일           | 기획재정부 공정거래위원회                          | 소비자의 권리의식을 신장하고, 소비자보호에 관한 인식을 높이기 위한 행사를 개최.                                                                                            | - 1996년에 소비자보호의 날로 지정 - 2000년에 소비자의 날로 변경                                                                                                |
| 56   | 무역의 날                     | 12월 5일           | 산업통상자원부                                     | 무역의 균형적 발전과 무역입국(貿易立國)의 의지를 다짐하는 행사를 개최. | - 1964년에 11월 30일을 수출의 날로 지정 - 1990년에 무역의 날로 변경 - 2012년에 12월 5일로 변경                                                                 |
| 57   | 원자력 안전 및 진흥의 날      | 12월 27일          | 과학기술정보통신부 산업통상자원부 원자력안전위원회 | 원자력 안전의 중요성을 널리 알리고, 원자력 산업의 진흥을 촉진할 수 있는 행사를 개최.                                                                                       | - 2010년에 지정 |

### 개별 법령에 따른 기념일
| 번호 | 기념일                         | 날짜                             | 주관 부처                    | 근거 법령 | 행사 내용 | 비고 |
| ---- | ------------------------------ | -------------------------------- | ---------------------------- | --- | --- | --- |
| 1    | 해양안전의 날                  | 매월 1일                         | 해양수산부                   | 「해사안전법」 제97조의3, 「해사안전법 시행령」 제20조의2                                                              | 국민의 해양안전에 관한 의식을 고취하기 위한 행사를 한다. | - 2014년 12월에 지정 |
| 2    | 안전점검의 날                  | 매월 4일                         | 행정안전부                   | 「재난 및 안전관리 기본법 시행령」 제73조의6제1항                                                                      | 재난취약시설에 대한 일제점검, 안전의식 고취 등에 관한 행사를 한다. | - 2004년 6월에 지정 |
| 3    | 한국수어의 날                  | 2월 3일                          | 문화체육관광부               | 「한국수화언어법」 제17조제1항                                                                                         | 농인 등의 한국수어 사용 권리를 신장하고 한국수어에 대한 국민의 인식을 고취하기 위한 행사를 한다.                                                                                | - 2021년에 지정 |
| 4    | 문화유산 방재의 날             | 2월 10일                         | 문화재청                     | 「문화유산의 보존 및 활용에 관한 법률」 제85조제1항                                                                    | 문화유산에 대한 안전점검, 방재훈련 등의 사업 및 행사를 한다. | - 2010년에 '문화재 방재의 날' 로 지정 - 2025년에 '문화유산 방재의 날' 로 변경 |
| 5    | 희귀질환 극복의 날             | 2월 마지막 날                    | 보건복지부                   | 「희귀질환관리법」 제4조제1항                                                                                          | 희귀질환에 대한 국민의 이해를 높이고 희귀질환의 예방·치료 및 관리 의욕을 고취시키기 위한 행사를 한다.                                                                           | - 2016년에 5월 23일로 지정 - 2024년에 2월 마지막 날로 변경 |
| 6    | 국립공원의 날                  | 3월 3일                          | 환경부                       | 「자연공원법」 제3조의2                                                                                                | 국립공원에 대한 국민의 관심과 이해를 높이기 위한 행사를 한다. | - 2021년에 지정 |
| 7    | 여성의 날                      | 3월 8일                          | 여성가족부                   | 「양성평등기본법」 제38조제1항                                                                                         | 범국민적으로 양성평등 실현을 촉진하기 위한 행사를 한다. | - 2018년에 지정 |
| 8    | 흙의 날                        | 3월 11일                         | 농림축산식품부               | 「친환경농어업 육성 및 유기식품 등의 관리ㆍ지원에 관한 법률」 제5조의2                                                 | 농업의 근간이 되는 흙의 소중함을 국민에게 알리기 위한 행사를 한다. | - 2016년에 지정 |
| 9    | 의용소방대의 날                | 3월 19일                         | 소방청                       | 「의용소방대 설치 및 운영에 관한 법률」 제2조의2                                                                       | 의용소방대의 숭고한 봉사와 희생정신을 알리고 그 업적을 기리기 위한 행사를 한다.                                                                                                 | - 2022년에 지정 |
| 10   | 암 예방의 날                   | 3월 21일                         | 보건복지부                   | 「암관리법」 제4조제1항                                                                                                | 암에 대한 국민의 이해를 높이고 암의 예방·치료 및 관리 의욕을 고취시키는 행사를 한다.                                                                                            | - 2007년에 지정 |
| 11   | 결핵예방의 날                  | 3월 24일                         | 보건복지부                   | 「결핵예방법」 제4조제1항                                                                                              | 결핵예방 및 관리의 중요성을 널리 알리고 결핵에 대한 경각심을 고취하는 행사를 한다.                                                                                              | - 2011년에 지정 |
| 12   | 수산인의 날                    | 4월 1일                          | 해양수산부                   | 「수산업·어촌 발전 기본법」 제5조제1항                                                                                 | 수산업·어촌의 소중함을 국민에게 알리고, 수산인의 긍지와 자부심을 고취하는 행사를 한다.                                                                                          | - 1969년에 어민의 날로 지정 - 1973년에 권농의 날로 통합 - 2011년에 어업인의 날로 부활 - 2015년에 수산인의 날로 변경                                                              |
| 13   | 편의증진의 날                  | 4월 10일                         | 보건복지부                   | 「장애인ㆍ노인ㆍ임산부 등의 편의증진 보장에 관한 법률」 제6조의2제1항                                                  | 편의시설에 대한 국민의 인식을 제고하고 관심을 확대하기 위한 행사를 한다. | - 2024년에 지정 |
| 14   | 전기의 날                      | 4월 10일                         | 산업통상자원부               | 「전기산업발전기본법」 제5조제1항                                                                                      | 국가 경제발전의 원동력인 전기의 소중함을 국민에게 알리고 전기산업인의 긍지와 자부심을 고취시키기 위한 행사를 한다.                                                              | - 1970년에 지정 - 1973년에 폐지 및 상공의 날로 통합 - 2025년에 지정 및 부활 |
| 15   | 도시농업의 날                  | 4월 11일                         | 농림축산식품부               | 「도시농업의 육성 및 지원에 관한 법률」 제21조의2                                                                      | 국민에게 자연친화적인 도시환경 조성을 위한 도시농업의 중요성을 알리기 위한 행사를 한다.                                                                                         | - 2018년에 지정 |
| 16   | 도서관의 날                    | 4월 12일                         | 문화체육관광부               | 「도서관법」 제42조제1항                                                                                               | 도서관에 대한 국민의 이해와 관심을 높이고 이용을 촉진하기 위한 행사를 한다. | - 2023년에 지정 |
| 17   | 국민안전의 날                  | 4월 16일                         | 행정안전부                   | 「재난 및 안전관리 기본법」 제66조의7제1항                                                                             | 국민의 안전의식 수준을 높이기 위한 행사를 한다. | - 2015년에 지정 |
| 18   | 자전거의 날                    | 4월 22일                         | 행정안전부                   | 「자전거 이용 활성화에 관한 법률 시행령」 제2조의3제1항                                                                | 자전거 이용을 활성화하기 위한 행사를 한다. | - 2010년에 지정 |
| 19   | 새마을의 날                    | 4월 22일                         | 행정안전부                   | 「새마을운동조직 육성법」 제8조의2제1항                                                                                | 새마을운동을 지속적으로 추진하고 국민의 새마을운동에 대한 관심을 높이기 위한 행사를 한다.                                                                                       | - 2011년에 지정 |
| 20   | 산업재해근로자의 날            | 4월 28일                         | 고용노동부                   | 「산업재해보상보험법」 제9조의2제1항                                                                                   | 산업재해에 대한 국민의 이해를 증진시키고 산업재해근로자의 권익 향상을 도모하기 위한 행사를 한다.                                                                                | - 2025년에 지정 |
| 21   | 씨름의 날                      | 음력 5월 5일                     | 문화체육관광부               | 「씨름진흥법」 제7조제1항                                                                                              | 씨름에 대한 국민의 관심을 제고하고 씨름 진흥을 도모하기 위한 행사를 한다. | - 2012년에 지정 |
| 22   | 유권자의 날                    | 5월 10일                         | 중앙선거관리위원회           | 「공직선거법」 제6조제5항                                                                                              | 선거의 중요성과 의미를 되새기고 주권의식을 높이기 위한 행사를 한다. | - 2012년에 지정 |
| 23   | 바다식목일                     | 5월 10일                         | 해양수산부                   | 「수산자원관리법」 제3조의2제1항                                                                                       | 바닷속 생태계의 중요성과 황폐화의 심각성을 국민에게 알리고 범국민적인 관심 속에서 바다숲이 조성될 수 있도록 하는 행사를 한다.                                                   | - 2013년에 지정 |
| 24   | 한부모가족의 날                | 5월 10일                         | 여성가족부                   | 「한부모가족지원법」 제5조의4                                                                                          | 한부모가족에 대한 국민의 이해와 관심을 제고하기 위한 행사를 한다. | - 2019년에 지정 |
| 25   | 양잠인의 날                    | 5월 10일                         | 농림축산식품부               | 「기능성 양잠산업 육성 및 지원에 관한 법률」 제9조의4제1항                                                             | 기능성 양잠산업의 전통 및 소중함을 국민에게 알리고, 기능성 양잠산업 종사자의 긍지와 자부심을 고취하기 위한 행사를 한다.                                                         | - 2024년에 지정 |
| 26   | 입양의 날                      | 5월 11일                         | 보건복지부                   | 「입양특례법」 제5조제1항                                                                                              | 건전한 입양문화의 정착과 국내입양의 활성화를 위한 행사를 한다. | - 2012년에 지정 |
| 27   | 식품안전의 날                  | 5월 14일                         | 식품의약품안전처             | 「식품안전기본법」 제5조의2제1항                                                                                       | 식품안전에 대한 국민의 이해와 관심을 높이기 위한 행사를 한다. | - 2016년에 지정 |
| 28   | 가정의 날                      | 5월 15일                         | 여성가족부                   | 「건강가정기본법」 제12조                                                                                              | 가정의 중요성을 고취하고 건강가정을 위한 개인·가정·사회의 적극적인 참여분위기를 조성하기 위한 행사를 한다.                                                                      | - 2005년에 지정 |
| 29   | 발명의 날                      | 5월 19일                         | 특허청                       | 「발명진흥법」 제5조                                                                                                   | 국민에게 발명의 중요성을 인식시키고 발명 의욕을 북돋우기 위한 행사를 한다. | - 1999년에 지정 |
| 30   | 세계인의 날                    | 5월 20일                         | 법무부                       | 「재한외국인 처우 기본법」 제19조제1항                                                                                 | 대한민국 국민과 재한외국인이 서로의 문화와 전통을 존중하면서 더불어 살아갈 수 있는 사회 환경을 조성하기 위한 행사를 한다.                                                       | - 2007년에 지정 |
| 31   | 문화다양성의 날                | 5월 21일                         | 문화체육관광부               | 「문화다양성의 보호와 증진에 관한 법률」 제11조                                                                        | 정부는 문화다양성에 대한 국민의 이해를 증진하기 위하여 매년 5월 21일을 문화다양성의 날로 하고, 문화다양성의 날부터 1주간을 문화다양성 주간으로 한다.                            | - 2014년에 지정 |
| 32   | 방재의 날                      | 5월 25일                         | 행정안전부                   | 「재난 및 안전관리 기본법 시행령」 제73조의6제1항                                                                      | 자연재난에 대한 주민의 방재의식을 고취하는 행사를 한다. | - 2004년에 지정 |
| 33   | 실종아동의 날                  | 5월 25일                         | 보건복지부 경찰청            | 「실종아동등의 보호 및 지원에 관한 법률」 제3조의2                                                                     | 실종아동등에 대한 사회적 책임을 환기하고 아동의 실종을 예방하기 위한 행사를 한다.                                                                                               | - 2021년에 지정 |
| 34   | 해외 파병용사의 날             | 5월 29일                         | 국가보훈부                   | 「참전유공자 예우 및 단체설립에 관한 법률」 제4조의3, 「참전유공자 예우 및 단체설립에 관한 법률 시행령」 제4조의2제1항 | 해외 파병용사의 희생과 공헌을 기리기 위한 행사를 한다. | - 2023년에 지정 |
| 35   | 의료기기의 날                  | 5월 29일                         | 보건복지부 식품의약품안전처  | 「의료기기법」 제2조의2제1항                                                                                           | 국민의 건강 및 생명상의 안전을 확보하기 위한 의료기기의 중요성을 널리 알리고 적절한 정보 제공을 통한 국민의 이해와 관심을 높이기 위한 행사를 한다.                              | - 2025년에 지정 |
| 36   | 국악의 날                      | 6월 5일                          | 문화체육관광부               | 「국악진흥법」 제14조, 「국악진흥법 시행령」 제5조제1항                                                                | 국악의 진흥 및 국악문화산업의 활성화를 도모하고 국악에 대한 관심을 높이기 위한 행사를 한다.                                                                                     | - 2025년에 지정 |
| 37   | 구강보건의 날                  | 6월 9일                          | 보건복지부                   | 「구강보건법」 제4조의2제1항                                                                                           | 구강보건에 대한 국민의 이해와 관심을 높이기 위한 행사를 한다. | - 1973년에 보건의 날로 통합 - 2015년에 부활 |
| 38   | 기록의 날                      | 6월 9일                          | 행정안전부                   | 「공공기록물 관리에 관한 법률」 제46조의4                                                                              | 우수한 기록문화 전통을 계승하고 기록의 중요성을 국민에게 알리기 위한 행사를 한다.                                                                                               | - 2020년에 지정 |
| 39   | 헌혈자의 날                    | 6월 14일                         | 보건복지부                   | 「혈액관리법」 제4조의3제1항                                                                                           | 헌혈자의 날의 취지에 적합한 기념행사를 실시하는 등 건강한 국민에게 헌혈을 권장하기 위한 행사를 한다.                                                                            | - 2022년에 지정 |
| 40   | 노인학대예방의 날              | 6월 15일                         | 보건복지부                   | 「노인복지법」 제6조제4항                                                                                              | 범국민적으로 노인학대에 대한 인식을 높이고 관심을 유도하기 위한 행사를 한다. | - 2015년에 지정 |
| 41   | 선원의 날                      | 6월 셋째 주 금요일               | 해양수산부                   | 「선원법」 제4조의2제1항                                                                                               | 선원 경제활동의 중요성을 국민에게 알리고, 선원의 긍지와 자부심을 고취하기 위한 행사를 한다.                                                                                     | - 2024년에 지정 |
| 42   | 해양조사의 날                  | 6월 21일                         | 해양수산부                   | 「해양조사와 해양정보 활용에 관한 법률」 제6조                                                                         | 국민에게 해양조사의 중요성을 널리 알리기 위한 행사를 한다. | - 2021년에 지정 |
| 43   | 전자정부의 날                  | 6월 24일                         | 행정안전부                   | 「전자정부법」 제5조의3제1항                                                                                           | 전자정부의 우수성과 편리함을 국민에게 알리고 국제적 위상을 제고하는 등 지속적으로 전자정부의 발전을 촉진하기 위한 행사를 한다.                                                  | - 2017년에 지정 |
| 44   | 마약퇴치의 날                  | 6월 26일                         | 식품의약품안전처             | 「마약류 관리에 관한 법률」 제2조의3제1항                                                                              | 마약류 등의 오남용에 대한 사회적 경각심을 높이고 마약류에 관한 범죄를 예방하기 위한 행사를 한다.                                                                                | - 2017년에 지정 |
| 45   | 6ㆍ25전쟁 납북자 기억의 날     | 6월 28일                         | 통일부                       | 「6ㆍ25전쟁 납북피해 진상규명 및 납북피해자 명예회복에 관한 법률」 제11조의2제1항                                      | 납북자를 기억하고 납북피해에 대한 국민적 관심을 높이기 위한 행사를 한다. | - 2025년에 지정 |
| 46   | 사회적기업의 날                | 7월 1일                          | 고용노동부                   | 「사회적기업 육성법」 제16조의2제1항                                                                                   | 사회적기업에 대한 이해를 증진시키고 사회적기업가의 활동을 장려하기 위한 행사를 한다.                                                                                            | - 2010년에 지정 |
| 47   | 도농교류의 날                  | 7월 7일                          | 농림축산식품부 해양수산부    | 「도시와 농어촌 간의 교류촉진에 관한 법률」 제3조의2제1항                                                              | 도시와 농어촌 간에 소통여건을 조성하고 상호교류를 정착시키기 위한 행사를 한다.                                                                                                  | - 2013년에 지정 |
| 48   | 협동조합의 날                  | 7월 첫째 토요일                  | 기획재정부                   | 「협동조합 기본법」 제12조제1항                                                                                        | 협동조합에 대한 이해를 증진시키고 협동조합의 활동을 장려하기 위한 행사를 한다.                                                                                                  | - 2012년에 지정 |
| 49   | 방위산업의 날                  | 7월 8일                          | 국방부, 방위사업청           | 「방위산업 발전 및 지원에 관한 법률」 제17조의2제1항                                                                   | 방위산업의 중요성을 국민에게 알리고, 방위산업계 종사자의 긍지와 자부심을 고취하기 위한 행사를 한다.                                                                             | - 2025년에 지정 |
| 50   | 인구의 날                      | 7월 11일                         | 보건복지부                   | 「저출산·고령사회기본법」 제30조의2제1항                                                                               | 인구구조 불균형이 초래하는 정치적·경제적·사회적 파급영향에 대하여 국민의 이해와 관심을 높이고, 저출산·고령화 대응에 민간의 참여를 유도하기 위한 행사를 한다.                    | - 2012년에 지정 |
| 51   | 연안안전의 날                  | 7월 18일                         | 해양경찰청                   | 「연안사고 예방에 관한 법률 시행령」 제10조제1항                                                                       | 연안사고 예방을 위한 활동에 국민의 참여분위기를 조성하고 안전의식을 확산하기 위한 행사를 한다.                                                                                  | - 2014년에 지정 |
| 52   | 유엔군 참전의 날               | 7월 27일                         | 국가보훈부                   | 「유엔참전용사의 명예선양 등에 관한 법률」 제5조제1항                                                                  | 6ㆍ25전쟁에 참전하여 대한민국의 자유민주주의를 수호한 유엔참전국의 공헌을 기리기 위한 행사를 한다.                                                                              | - 2013년에 지정 - 2020년에 근거 법률을 「참전유공자 예우 및 단체설립에 관한 법률」 제4조의2에서 「유엔참전용사의 명예선양 등에 관한 법률」 제5조제1항으로 변경 - 2021년에 재지정 |
| 53   | 섬의 날                        | 8월 8일                          | 행정안전부                   | 「도서개발촉진법」 제2조의2                                                                                            | 섬의 가치와 중요성에 대한 국민의 의식을 고취하기 위한 행사를 한다. | - 2019년에 지정 |
| 54   | 일본군 위안부 피해자 기림의 날 | 8월 14일                         | 여성가족부                   | 「일제하 일본군위안부 피해자에 대한 보호·지원 및 기념사업 등에 관한 법률」 제11조의2                                   | 일본군위안부 문제를 국내외에 알리고 일본군위안부 피해자를 기리기 위한 행사를 한다.                                                                                              | - 2018년에 지정 |
| 55   | 통계의 날                      | 9월 1일                          | 통계청 기획재정부            | 「통계법」 제4조의2 | 통계의 중요성에 대한 국민 의식수준을 높이고 통계이용을 활성화하기 위한 행사를 한다.                                                                                             | - 2009년에 지정 |
| 56   | 여권통문(女權通文)의 날        | 9월 1일                          | 여성가족부                   | 「양성평등기본법」 제38조제2항                                                                                         | 우리나라 최초의 여성인권선언문이 발표된 날을 기념하기 위한 행사를 한다. | - 2020년에 지정 |
| 57   | 태권도의 날                    | 9월 4일                          | 문화체육관광부               | 「태권도 진흥 및 태권도공원 조성 등에 관한 법률」 제7조제1항                                                           | 태권도에 대한 국민의 관심을 제고하고 태권도 보급을 도모하기 위한 행사를 한다.                                                                                                   | - 2008년에 지정 |
| 58   | 지식재산의 날                  | 9월 4일                          | 과학기술정보통신부           | 「지식재산 기본법」 제29조의2제1항                                                                                     | 지식재산의 창출·보호 및 활용에 대한 국민의 이해와 관심을 높이기 위한 행사를 한다.                                                                                               | - 2018년에 지정 |
| 59   | 고향사랑의 날                  | 9월 4일                          | 행정안전부                   | 「고향사랑 기부금에 관한 법률」 제2조의2제1항, 「고향사랑 기부금에 관한 법률 시행령」 제1조의2제1항                    | 고향의 가치와 소중함을 널리 알리기 위한 행사를 한다. | - 2023년에 지정 |
| 60   | 사회복지의 날                  | 9월 7일                          | 보건복지부                   | 「사회복지사업법」 제15조의2제1항                                                                                      | 국민의 사회복지에 대한 이해를 증진하고 사회복지사업 종사자의 활동을 장려하기 위한 행사를 한다.                                                                                  | - 2000년에 지정 |
| 61   | 곤충의 날                      | 9월 7일                          | 농림축산식품부               | 「곤충산업의 육성 및 지원에 관한 법률」 제7조의2                                                                       | 국민에게 곤충의 환경적ㆍ영양적 가치와 곤충산업의 중요성을 알리기 위한 행사를 한다.                                                                                              | - 2019년에 지정 |
| 62   | 화장품의 날                    | 9월 7일                          | 식품의약품안전처             | 「화장품법」 제2조의3제1항                                                                                             | 화장품산업의 국제 경쟁력 강화를 도모하고 화장품에 대한 국민의 이해와 관심을 높이기 위한 행사를 한다.                                                                            | - 2025년에 지정 |
| 63   | 양성평등 임금의 날             | 양성평등주간 (9.1.~9.7.) 중 하루 | 여성가족부                   | 「양성평등기본법」 제38조제3항, 「양성평등기본법 시행령」 제23조제1항                                                  | 범국민적으로 양성평등 실현을 촉진하기 위한 행사를 하며, 그 날에 성별 임금 통계 등을 공표한다.                                                                                   | - 2021년에 지정 |
| 64   | 숙련기술인의 날                | 9월 9일                          | 고용노동부                   | 「숙련기술장려법」 제18조의2제1항                                                                                      | 숙련기술인에 대한 국민 인식의 제고와 숙련기술인의 사회적ㆍ경제적 지위 향상을 위한 행사를 한다.                                                                                  | - 2023년에 지정 |
| 65   | 자살예방의 날                  | 9월 10일                         | 보건복지부                   | 「자살예방 및 생명존중문화 조성을 위한 법률」 제16조제1항                                                              | 자살의 위해성을 일깨우고 자살예방을 위한 적극적인 사회 분위기를 조성하기 위한 행사를 한다.                                                                                      | - 2012년에 지정 |
| 66   | 해양경찰의 날                  | 9월 10일                         | 해양경찰청                   | 「해양경비법」 제5조의2                                                                                                | 국민에게 해양주권 수호의 중요성을 널리 알리고 해양안전 의식을 높이기 위한 행사를 한다.                                                                                          | - 2013년에 지정 |
| 67   | 대한민국 법원의 날             | 9월 13일                         | 대법원                       | 「「대한민국 법원의 날」 제정에 관한 규칙」                                                                            | 사법독립과 법치주의의 중요성을 알리며 그 의의를 기념하기 위한 행사를 한다. | - 2015년에 지정 |
| 68   | 산업단지의 날                  | 9월 14일                         | 산업통상자원부               | 「산업집적활성화 및 공장설립에 관한 법률」제3조의3제1항                                                                | 국민에게 산업단지의 중요성을 널리 알리고 산업단지에서 창출한 경제적 성과를 기념하기 위한 행사를 한다.                                                                           | - 2023년에 지정 |
| 69   | 치매극복의 날                  | 9월 21일                         | 보건복지부                   | 「치매관리법」 제5조제1항                                                                                              | 치매관리의 중요성을 널리 알리고 치매를 극복하기 위한 범국민적 공감대를 형성하기 위한 행사를 한다.                                                                               | - 2007년에 지정 |
| 70   | 청년의 날                      | 9월 셋째 주 토요일               | 국무조정실                   | 「청년기본법」 제7조, 「청년기본법 시행령」 제2조제1항                                                                 | 청년발전 및 청년지원을 도모하고 청년문제에 대한 관심을 높이기 위한 행사를 한다.                                                                                                 | - 2020년에 지정 |
| 71   | 연안정화의 날                  | 9월 세 번째 토요일               | 해양수산부                   | 「해양폐기물 및 해양오염퇴적물 관리법」 제29조의2, 「해양폐기물 및 해양오염퇴적물 관리법 시행령」 제13조의2제1항       | 해양폐기물 관리를 통한 연안 환경 개선에 관한 국민의 의식을 높이기 위한 행사를 한다.                                                                                             | - 2024년에 지정 |
| 72   | 군인가족의 날                  | 9월 넷째 금요일                  | 국방부                       | 「군인복지기본법」 제17조제1항                                                                                         | 군인가족의 희생과 헌신에 대한 국민의 이해와 관심을 높이고 군인가족의 자긍심을 고취하기 위한 행사를 한다.                                                                        | - 2025년에 지정 |
| 73   | 조달의 날                      | 9월 30일                         | 조달청 기획재정부            | 「조달사업에 관한 법률」 제8조제1항                                                                                    | 공공조달의 중요성에 대한 사회적 인식과 관심을 증대시키고, 공공조달의 발전을 도모하기 위한 행사를 한다.                                                                          | - 2021년에 지정 |
| 74   | 개인정보 보호의 날             | 9월 30일                         | 개인정보보호위원회           | 「개인정보 보호법」 제13조의2제1항                                                                                     | 개인정보의 보호 및 처리의 중요성을 국민에게 알리기 위한 행사를 한다. | - 2023년에 지정 |
| 75   | 이산가족의 날                  | 음력 8월 13일                    | 통일부                       | 「남북 이산가족 생사확인 및 교류 촉진에 관한 법률」 제12조의2제1항                                                     | 남북 이산가족의 생사확인 및 교류를 촉진하고 이산가족 문제에 대한 관심을 높이기 위한 행사를 한다.                                                                                | - 2023년에 지정 |
| 76   | 동물보호의 날                  | 10월 4일                         | 농림축산식품부               | 「동물보호법」 제4조의2제1항                                                                                           | 동물의 생명보호 및 복지 증진의 가치를 널리 알리고 사람과 동물이 조화롭게 공존하는 문화를 조성하기 위한 행사를 한다.                                                             | - 2025년에 지정 |
| 77   | 임산부의 날                    | 10월 10일                        | 보건복지부                   | 「모자보건법」 제3조의2                                                                                                | 임신과 출산의 중요성을 북돋우기 위한 행사를 한다. | - 2006년에 지정 |
| 78   | 정신건강의 날                  | 10월 10일                        | 보건복지부                   | 「정신건강증진 및 정신질환자 복지서비스 지원에 관한 법률」 제14조제1항                                                 | 정신건강의 중요성을 환기하고 정신질환에 대한 편견을 해소하기 위한 행사를 한다.                                                                                                  | - 2017년에 지정 |
| 79   | 여성어업인의 날                | 10월 10일                        | 농림축산식품부, 해양수산부   | 「여성농어업인 육성법」 제3조의2제2항                                                                                  | 여성어업인의 위상을 확립하고 권익을 향상시키기 위한 행사를 한다. | - 2022년에 지정 |
| 80   | 호스피스의 날                  | 10월 둘째 토요일                 | 보건복지부                   | 「호스피스·완화의료 및 임종과정에 있는 환자의 연명의료결정에 관한 법률」 제6조제1항                                    | 삶과 죽음의 의미와 가치를 널리 알리고 범국민적 공감대를 형성하며 호스피스를 적극적으로 이용하고 연명의료에 관한 환자의 의사를 존중하는 사회 분위기를 조성하기 위한 행사를 한다. | - 2017년에 지정 |
| 81   | 여성농업인의 날                | 10월 15일                        | 농림축산식품부, 해양수산부   | 「여성농어업인 육성법」 제3조의2제1항                                                                                  | 여성농업인의 위상을 확립하고 권익을 향상시키기 위한 행사를 한다. | - 2022년에 지정 |
| 82   | 회계의 날                      | 10월 31일                        | 금융위원회                   | 「주식회사 등의 외부감사에 관한 법률」 제38조의2                                                                       | 회계투명성의 가치와 중요성을 국민에게 널리 알리고 회계분야 종사자들의 활동을 장려하기 위한 행사를 한다.                                                                         | - 2021년에 지정 |
| 83   | 임업인의 날                    | 11월 1일                         | 산림청                       | 「임업 및 산촌 진흥촉진에 관한 법률」 제3조의2                                                                         | 임업ㆍ산촌의 소중함을 국민에게 알리고, 임업인의 긍지와 자부심을 고취하기 위한 행사를 한다.                                                                                      | - 2020년에 지정 |
| 84   | 손상예방의 날                  | 11월 1일                         | 질병관리청                   | 「손상 예방 및 관리에 관한 법률」 제4조제1항                                                                           | 손상예방에 관한 국민의 이해를 높이고 손상예방을 위한 범국민적 공감대를 형성하기 위한 행사를 한다.                                                                               | - 2025년에 지정 |
| 85   | 수소의 날                      | 11월 2일                         | 산업통상자원부               | 「수소경제 육성 및 수소 안전관리에 관한 법률」 제31조의2제1항                                                          | 수소경제의 중요성에 대한 사회적 공감대를 형성하기 위한 행사를 한다. | - 2024년에 지정 |
| 86   | 한글 점자의 날                 | 11월 4일                         | 문화체육관광부               | 「점자법」 제15조제1항                                                                                                 | 시각장애인의 점자사용 권리를 신장하고 점자에 대한 국민의 관심과 이해를 높이기 위한 행사를 한다.                                                                                 | - 2021년에 지정 |
| 87   | 소상공인의 날                  | 11월 5일                         | 중소벤처기업부               | 「소상공인 보호 및 지원에 관한 법률 시행령」 제3조                                                                     | 소상공인에 대한 국민 인식의 제고, 소상공인의 사회적·경제적 지위 향상 및 지역주민과의 관계 증진 등을 위한 행사를 한다.                                                           | - 2015년에 2월 26일로 지정 - 2017년에 11월 5일로 변경 |
| 88   | 바둑의 날                      | 11월 5일                         | 문화체육관광부               | 「바둑진흥법」 제7조                                                                                                   | 바둑에 대한 국민의 관심을 제고하고 바둑 보급ㆍ전승을 도모하기 위한 행사를 한다.                                                                                                 | - 2018년에 지정 |
| 89   | 소방의 날                      | 11월 9일                         | 소방청                       | 「소방기본법」 제7조제1항                                                                                              | 국민의 안전의식과 화재에 대한 경각심을 높이고 안전문화를 정착시키기 위한 행사를 한다.                                                                                           | - 1992년에 지정 |
| 90   | 보행자의 날                    | 11월 11일                        | 국토교통부                   | 「지속가능 교통물류 발전법 시행규칙」 제11조제1항                                                                      | 보행교통 개선의 중요성에 대한 범국민적인 의식을 고취하기 위한 행사를 한다. | - 2010년에 지정 |
| 91   | 유엔참전용사 국제추모의 날     | 11월 11일                        | 국가보훈부                   | 「유엔참전용사의 명예선양 등에 관한 법률」 제5조제2항                                                                  | 6ㆍ25전쟁에 참전하여 대한민국의 자유민주주의를 수호한 유엔참전용사의 희생과 공헌을 기념하고 이들을 유엔참전국과 함께 추모하기 위한 행사를 한다.                                 | - 2020년에 지정 |
| 92   | 약의 날                        | 11월 18일                        | 보건복지부, 식품의약품안전처 | 「약사법」 제2조의2 | 국민의 생명, 신체 및 건강상의 안전을 확보하는 의약품의 중요성을 널리 알리고 적절한 정보 제공을 통하여 의약품의 오남용을 방지하기 위한 행사를 한다.                              | - 1957년에 11월 18일로 지정 - 1958년에 10월 10일로 변경 - 1973년에 보건의 날로 통합 - 2021년에 부활 및 11월 18일로 변경                                                          |
| 93   | 아동학대예방의 날              | 11월 19일                        | 보건복지부                   | 「아동복지법」 제23조제1항                                                                                             | 아동의 건강한 성장을 도모하고, 범국민적으로 아동학대의 예방과 방지에 관한 관심을 높이기 위한 행사를 한다.                                                                       | - 2012년에 지정 |
| 94   | 김치의 날                      | 11월 22일                        | 농림축산식품부               | 「김치산업 진흥법」 제20조의2                                                                                          | 김치산업의 진흥과 김치문화를 계승ㆍ발전하고 국민에게 김치의 영양적 가치와 중요성을 알리기 위한 행사를 한다.                                                                     | - 2020년에 지정 |
| 95   | 민원의 날                      | 11월 24일                        | 행정안전부                   | 「민원 처리에 관한 법률」 제7조의2제1항                                                                                | 민원에 대한 이해와 인식 및 민원 처리 담당자의 자긍심을 높이기 위한 행사를 한다.                                                                                                 | - 2022년에 지정 |
| 96   | 국제개발협력의 날              | 11월 25일                        | 국무조정실 외교부            | 「국제개발협력기본법」 제18조의2제1항                                                                                  | 국제개발협력에 대한 국민의 이해와 관심을 높이기 위한 행사를 한다. | - 2025년에 지정 |
| 97   | 자원봉사자의 날                | 12월 5일                         | 행정안전부                   | 「자원봉사활동 기본법」 제13조제1항                                                                                    | 국민의 자원봉사활동에 대한 참여를 촉진하고 자원봉사자의 사기를 높이기 위한 행사를 한다.                                                                                         | - 2006년에 지정 |
| 98   | 국가유산의 날                  | 12월 9일                         | 문화재청                     | 「국가유산기본법」 제34조제1항                                                                                         | 국가유산에 대한 국민의 이해를 증진하고 국민의 국가유산 보호 의식을 높이기 위한 행사를 한다.                                                                                     | - 2024년에 지정 |
| 99   | 기부의 날                      | 12월 두 번째 월요일              | 행정안전부                   | 「기부금품의 모집·사용 및 기부문화 활성화에 관한 법률」 제3조의3제1항                                                  | 기부에 대한 인식을 높이고 건전한 기부를 장려하기 위한 행사를 한다. | - 2024년에 지정 |
| 100  | 해양재난구조대의 날            | 12월 23일                        | 해양경찰청                   | 「해양재난구조대의 설치 및 운영에 관한 법률」 제5조제1항                                                               | 해양재난구조대의 봉사와 숭고한 희생정신을 알리고 그 업적을 기리기 위한 행사를 한다.                                                                                             | - 2025년에 지정 |

## 날짜가 정해지지 않은 기념일
개별 법률에 기념일로 언급돼 있지만, 아직 날짜가 정해지지 않은 기념일이다.
- 직능인의 날 : 행정안전부, 「직능인 경제활동 지원에 관한 법률」 제3조
- 기술개발인의 날 : 과학기술정보통신부, 「기업부설연구소등의 연구개발 지원에 관한 법률」 제18조

## 법정기념일이 아닌 기념일
관련 정부 부처가 기념행사를 하지만, 법정기념일은 아니다.
- 자원순환의 날 : 9월 6일 (환경부, 2009년에 제정)
- 산의 날 : 10월 18일 (산림청, 2002년에 제정)
- 항공의 날 : 10월 30일 (국토교통부, 1981년에 제정)
- 과학수사의 날 : 11월 4일 (경찰청)

## 지방자치단체의 기념일
각 지방자치단체별로 시민의 날, 도민의 날, 군민의 날, 구민의 날 등을 조례로 정하여 기념하는 경우가 있다. 지방자치단체의 기념일 중에서 특이한 것은 다음과 같은 것이 있다.
| 번호 | 기념일                             | 날짜                  | 지방자치단체    | 근거 조례/규칙                                                                 | 행사 내용 | 비고                |
| ---- | ---------------------------------- | --------------------- | --------------- | ------------------------------------------------------------------------------ | --- | ------------------- |
| 1    | 자전거 무상수리의 날               | 매분기 첫째 주 토요일 | 경상남도 김해시 | 「김해시 자전거이용 활성화에 관한 조례」 제10조제1항                           | 시 지정업소에서 시민소유 자전거를 대상으로 무상수리를 한다. | - 2007년 4월에 지정 |
| 2    | 신안군 천일염의 날                 | 3월 28일              | 전라남도 신안군 | 「신안군 천일염의 날 지정에 관한 조례」 제2조                                  | 2008년 3월 28일 천일염이 광물에서 식품으로 분류되는 역사적인 날을 기념하고 각종 행사 홍보 등을 통한 우리 군 천일염의 안전식품과 우수성을 전국에 널리 알려 지역경제 활성화에 도모하기 위한 행사를 한다. | - 2009년에 지정     |
| 3    | 진도개의 날                        | 5월 3일               | 전라남도 진도군 | 「진도군 진도개의 날에 관한 조례」 제2조                                       | 천연기념물 제53호 진도개를 온 군민이 다함께 기념함은 물론 진도의 새로운 관광산업으로 육성하기 위한 행사를 한다.                                                                                        | - 2012년에 지정     |
| 4    | 전기자동차의 날                    | 5월 6일               | 제주특별자치도  | 「제주특별자치도 전기자동차 보급 촉진 및 이용 활성화에 관한 조례」 제14조제1항 | 도민의 전기자동차에 대한 이해를 증진시키고 전기자동차의 보급을 활성화하기 위한 행사를 한다. | - 2016년에 지정     |
| 5    | 횡성 축산인의 날                   | 6월 1일               | 강원도 횡성군   | 「횡성군 축산인의 날 제정 및 지원에 관한 조례」 제3조                          | 횡성 축산인이 화합하고 단결할 수 있는 계기를 마련하고 횡성 축산인으로서 자긍심을 고취하기 위한 행사를 한다.                                                                                            | - 2016년에 지정     |
| 6    | 제주특별자치도 세계자연유산의 날   | 7월 2일               | 제주특별자치도  | 「제주특별자치도 유네스코 등록유산 관리에 관한 조례」 제22조                   | 도민 등의 유네스코 등록유산에 대한 이해와 관심을 도모하기 위한 행사를 한다. | - 2012년에 지정     |
| 7    | 화랑의 날                          | 9월 1일               | 경상북도 청도군 | 「청도군 화랑의 날 지정에 관한 조례」 제2조                                    | 우리군이 우리나라의 우수한 정신문화 유산인 화랑정신의 발상지로써의 역사적인 의의를 재조명하고 계승 발전시켜 나가기 위한 행사를 한다.                                                                   | - 2013년에 지정     |
| 8    | 제주특별자치도 세계지질공원의 날   | 10월 1일              | 제주특별자치도  | 「제주특별자치도 유네스코 등록유산 관리에 관한 조례」 제22조                   | 도민 등의 유네스코 등록유산에 대한 이해와 관심을 도모하기 위한 행사를 한다. | - 2012년에 지정     |
| 9    | 강원도 생물다양성의 날             | 10월 16일             | 강원도          | 「강원도 자연환경 보전 조례」 제25조제1항                                      | 생물자원의 보고인 강원도를 널리 알리고, 수려한 강원도의 자연환경의 보전과 지속가능한 이용을 도모하기 위한 행사를 한다.                                                                                 | - 2015년에 지정     |
| 10   | 제주특별자치도 생물권보전지역의 날 | 12월 16일             | 제주특별자치도  | 「제주특별자치도 유네스코 등록유산 관리에 관한 조례」 제22조                   | 도민 등의 유네스코 등록유산에 대한 이해와 관심을 도모하기 위한 행사를 한다. | - 2012년에 지정     |

## 폐지된 기념일
| 기념일                 | 날짜             | 주관 부처       | 비고                                                                                             |
| ---------------------- | ---------------- | --------------- | ------------------------------------------------------------------------------------------------ |
| 가정의례준칙선포기념일 | 3월 5일          | 보건사회부      | - 1973년에 폐지                                                                                  |
| 계량의 날              | 10월 26일        | 상공부          | - 1966년에 지정 - 1973년에 상공의 날로 통합                                                      |
| 관세의 날              | 8월 27일         | 재무부          | - 1971년에 지정 - 1973년에 조세의 날로 통합                                                      |
| 교도관의 날            | 10월 28일        | 법무부          | - 1959년에 형무관의 날로 지정 - 교도관의 날로 개칭 - 법의 날로 통합                              |
| 국민교육헌장선포기념일 | 12월 5일         | 문교부          | - 1969년에 지정 - 2003년에 폐지                                                                  |
| 국제간호원의 날        | 5월 12일         | 보건사회부      | - 1973년에 보건의 날로 통합                                                                      |
| 국제적십자의 날        | 5월 8일          | 보건사회부      | - 1973년에 보건의 날로 통합                                                                      |
| 권농의 날              | 5월 넷째 화요일  | 농림부          | - 1973년에 기존 6월 1일에서 첫째 토요일로 변경 - 1984년에 5월 넷째 화요일로 변경 - 1996년에 폐지 |
| 귀의 날                | 9월 9일          | 보건사회부      | - 1962년에 지정 - 1973년에 보건의 날로 통합                                                      |
| 나병의 날              | 1월 27일         | 보건사회부      | - 1973년에 보건의 날로 통합                                                                      |
| 눈의 날                | 11월 1일         | 보건사회부      | - 1955년에 지정 - 1973년에 보건의 날로 통합                                                      |
| 목초의 날              | 9월 5일          | 농림부          | - 1969년에 지정 - 1973년에 권농의 날로 통합                                                      |
| 민방위의 날            | 매월 15일        | 내무부          | - 1971년에 방공·소방의 날로 지정 - 1975년에 민방위의 날로 변경 - 1980년에 폐지                   |
| 반공학생의 날          | 11월 23일        | 문교부          | - 1956년에 지정 - 1973년에 폐지                                                                  |
| 발명의 날              | 5월 20일         | 상공부          | - 1957년에 지정 - 1973년에 상공의 날로 통합                                                      |
| 방송의 날              | 10월 2일         | 공보부          | - 1964년에 지정 - 1973년에 문화의 날로 통합                                                      |
| 보험의 날              | 11월 21일        | 재무부          | - 1968년에 지정 - 1973년에 저축의 날로 통합                                                      |
| 상공인의 날            | 10월 31일        | 상공부          | - 1964년에 5월 12일을 지정 - 1971년에 10월 31일로 변경 - 1973년에 수출의 날로 통합               |
| 세계기상의 날          | 3월 23일         |                 | - 1973년에 과학의 날로 통합                                                                      |
| 세계보건일             | 4월 7일          | 보건사회부      | - 1973년에 보건의 날로 통합                                                                      |
| 세계인권선언기념일     | 12월 10일        |                 | - 2003년에 폐지                                                                                  |
| 세금의 날              | 3월 3일          | 재무부          | - 1967년에 지정 - 1973년에 조세의 날로 통합                                                      |
| 영화의 날              | 10월 27일        | 문교부          | - 1964년에 지정 - 1973년에 문화의 날로 통합                                                      |
| 어민의 날              | 4월 1일          | 농수산부        | - 1973년에 권농의 날로 통합                                                                      |
| 올림픽의 날            | 6월 23일         | 문교부          | - 1964년에 지정 - 1973년에 체육의 날로 통합                                                      |
| 육림의 날              | 11월 첫째 토요일 | 내무부 농수산부 | - 1977년에 지정 - 1990년에 폐지                                                                  |
| 자유의 날              | 1월 23일         |                 | - 1955년에 지정 - 1973년에 폐지                                                                  |
| 잡지의 날              | 11월 1일         | 문화공보부      | - 1966년에 지정 - 1973년에 문화의 날로 통합                                                      |
| 전매의 날              | 7월 1일          | 재무부          | - 1968년에 지정 - 1990년에 폐지                                                                  |
| 중소기업의 날          | 5월 14일         | 상공부          | - 1968년에 지정 - 1973년에 수출의 날로 통합                                                      |
| 증권의 날              | 5월 3일          | 재무부          | - 1969년에 지정 - 1973년에 저축의 날로 통합                                                      |
| 집배원의 날            | 5월 31일         | 체신부          | - 1968년에 지정 - 1973년에 체신의 날로 통합                                                      |

## 기타
- 1973년 3월 30일 「각종 기념일 등에 관한 규정」이 제정, 공포되기 이전에는, 각 부처의 부령·훈령·고시 등에 의하여 기념일을 제정, 시행하였다. 그 결과, 기념일이 무려 53개에 이르러, 예산의 낭비는 물론 많은 인원의 동원, 유사 행사 중복 등의 폐해가 노출되었다. 그리하여 정부는 1973년 3월 30일 「각종 기념일 등에 관한 규정」을 제정, 공포하여 이를 26개로 통폐합하여 축소·조정했다.[190]
- 1973년 3월 30일 「각종 기념일 등에 관한 규정」을 제정할 당시의 기념일은 26개[191]였으나, 지금은 상기에서 언급한 바와 같이 「각종 기념일 등에 관한 규정」에 따른 기념일은 57개이고, 개별 법령에 따른 기념일은 상기에서 언급한 바와 같이 100개이다.
- 더하여, 상기에서 언급한 바와 같이 1973년에 폐지된 스승의 날, 학생독립운동 기념일, 수산인의 날, 전기의 날, 구강보건의 날, 약의 날 등은 훗날 다시 부활되었다.

## 같이 보기
- 대한민국의 국경일
- 대한민국의 공휴일
- 지역방문의 해
- 기념일
- 국제 기념일

### 내용주
1. ↑  처음에는 내무부 주관이었다가 1990년에 농림부로 바뀌었다.
2. ↑  처음에는 행정자치부가 주관하다가 2003년 국가보훈처(현재의 국가보훈부의 전신)로 변경되었다.
3. ↑  처음에는 국방부에서 주관하다가 1985년부터 문화공보부로 변경되었다가 1994년에 국가보훈처(현재의 국가보훈부의 전신)로 바뀌었다.
4. ↑  처음에는 교육부에서 단독으로 주관하다가 2018년부터 국가보훈처(현재의 국가보훈부의 전신)와 공동 주관하게 되었다.
5. ↑  "원자력의 날"로 줄여서 사용할 수 있다.

### 참조주
1. ↑  대통령령 제28624호
2. 1 2 3 4 5 6 7 8 9 10 11 12 13 14 15 16 17 18 19 20 21 22 23 24 25 26 27 28 29 30 31 32 33 34 35 36 37 38 39 40 41 42 43 44 45 46  대통령령 제6615호
3. ↑  대통령령 제16718호
4. 1 2  대통령령 제29271호
5. ↑  대통령령 제22074호
6. 1 2 3 4 5 6  대통령령 제11515호
7. 1 2  대통령령 제27039호
8. ↑  대통령령 제25267호
9. ↑  대통령령 제4568호
10. 1 2 3  대통령령 제19675호
11. ↑  대통령령 제27619호
12. 1 2 3 4 5  대통령령 제10824호
13. 1 2 3 4  대통령령 제12876호
14. ↑  대통령령 제14507호
15. ↑  대통령령 제14187호
16. ↑  총리령 제80호
17. 1 2 3 4 5 6  대통령령 제15005호
18. ↑  대통령령 제1796호
19. ↑  대통령령 제17898호
20. ↑  문교부령 제179호
21. 1 2  대통령령 제24609호
22. ↑  대통령령 제33877호
23. ↑  법률 제1326호
24. 1 2 3  대통령령 제8236호
25. ↑  “어머니 날”. 《동아일보》. 1956년 5월 8일. 2018년 5월 9일에 확인함.
26. ↑  대통령령 29562호
27. ↑  “횡설수설”. 《동아일보》. 1964년 5월 26일. 2018년 5월 9일에 확인함.
28. ↑  “師恩…15일은「스승의날」”. 《동아일보》. 1965년 5월 15일. 2018년 5월 9일에 확인함.
29. 1 2  대통령령 제35010호
30. 1 2 3 4  대통령령 제15369호
31. 1 2 3  대통령령 제20045호
32. ↑  대통령령 제7608호
33. ↑  대통령령 제22168호
34. ↑  국방부령 제27호
35. ↑  대통령령 제31264호
36. ↑  대통령령 제4280호
37. ↑  대통령령 제28883호
38. 1 2 3  대통령령 제24142호
39. ↑  대통령령 제34519호
40. ↑  대통령령 제30942호
41. ↑  대통령령 제4898호
42. 1 2  대통령령 제17628호
43. 1 2  대통령령 제33620호
44. ↑  대통령령 제30091호
45. ↑  대통령령 제6357호
46. ↑  대통령령 제1843호
47. ↑  대통령령 제2745호
48. ↑  대통령령 제6935호
49. ↑  문교부령 제244호
50. ↑  대통령령 제17006호
51. ↑  “1億弗突破”. 《동아일보》. 1964년 12월 1일. 2018년 5월 9일에 확인함.
52. ↑  대통령령 제22548호
53. ↑  대통령령 제25728호
54. 1 2  대통령령 제18407호
55. ↑  법률 제17722호
56. ↑  법률 제10000호
57. ↑  법률 제19590호
58. ↑  법률 제13667호
59. ↑  법률 제19467호
60. ↑  법률 제17425호
61. ↑  법률 제15420호
62. ↑  법률 제13258호
63. ↑  법률 제18089호
64. ↑  법률 제8066호
65. ↑  법률 제9963호
66. ↑  송교홍 (2018년 4월 22일). “수산인의 날 '경남수산인 한마음대회' 개최”. 《경남도민신문》. 2018년 5월 9일에 확인함.
67. ↑  법률 제10943호
68. ↑  법률 제13383호
69. ↑  법률 제19302호
70. ↑  상공부령 제333호
71. ↑  법률 제19956호
72. ↑  법률 제14650호
73. ↑  법률 제18547호
74. ↑  법률 제12943호
75. ↑  대통령령 제22242호
76. ↑  법률 제10438호
77. ↑  법률 제20523호
78. ↑  법률 제11168호
79. ↑  법률 제11207호
80. ↑  법률 제11353호
81. ↑  법률 제15355호
82. ↑  법률 제19109호
83. ↑  법률 제11007호
84. ↑  법률 제14354호
85. ↑  법률 제7166호
86. ↑  법률 제5790호
87. ↑  법률 제8442호
88. ↑  법률 제12691호
89. ↑  법률 제17204호
90. ↑  법률 제14260호, 대통령령 제32917호
91. ↑  법률 제20888호
92. ↑  법률 제19567호, 대통령령 제34708호
93. ↑  법률 제13319호
94. ↑  법률 제16661호
95. ↑  법률 제18626호
96. ↑  법률 제13646호
97. ↑  법률 제19498호
98. ↑  법률 제17063호
99. ↑  법률 제14914호
100. ↑  법률 제13834호
101. ↑  법률 제20573호
102. ↑  법률 제10360호
103. ↑  법률 제11877호
104. ↑  법률 제11211호
105. ↑  법률 제19583호
106. ↑  법률 제11011호
107. ↑  법률 제12657호
108. ↑  법률 제11946호
109. 1 2  법률 제17117호
110. ↑  법률 제15498호
111. ↑  법률 제15207호
112. ↑  법률 제9557호
113. ↑  법률 제16623호
114. ↑  법률 제8746호
115. ↑  법률 제15245호
116. ↑  법률 제19156호, 대통령령 제33576호
117. ↑  법률 제6160호
118. ↑  법률 제16227호
119. ↑  법률 제20901호
120. ↑  법률 제17284호, 대통령령 제31029호
121. ↑  법률 제19559호
122. ↑  법률 제10516호
123. ↑  법률 제11810호
124. ↑  대법원규칙 제2605호
125. ↑  법률 제19039호
126. ↑  법률 제8200호
127. ↑  법률 제16956호, 대통령령 제30901호
128. ↑  법률 제19727호, 대통령령 제34306호
129. ↑  법률 제20537호
130. ↑  법률 제17153호
131. ↑  법률 제19234호
132. ↑  법률 제19277호
133. ↑  법률 제19880호
134. ↑  법률 제7703호
135. ↑  법률 제14224호
136. 1 2  법률 제18533호
137. ↑  법률 제14013호
138. ↑  법률 제17298호
139. ↑  법률 제17098호
140. ↑  법률 제20100호
141. ↑  법률 제19810호
142. ↑  법률 제17589호
143. ↑  대통령령 제26248호
144. ↑  대통령령 제27859호
145. ↑  법률 제15567호
146. ↑  법률 제4419호
147. ↑  국토해양부령 제217호
148. ↑  “오늘『藥의 날』 不正藥品等團束”. 《동아일보》. 1957년 11월 18일. 2018년 5월 9일에 확인함.
149. ↑  11월 18일 약의 날, 그 역사와 의의는?
150. ↑  법률 제18307호
151. ↑  법률 제11002호
152. ↑  법률 제16963호
153. ↑  법률 제18742호
154. ↑  법률 제20904호
155. ↑  법률 제7669호
156. ↑  법률 제19409호
157. ↑  법률 제20154호
158. ↑  법률 제19911호
159. ↑  경상남도김해시조례 제639호
160. ↑  전라남도신안군조례 제1618호
161. ↑  전라남도진도군조례 제2058호
162. ↑  제주특별자치도조례 제1335호
163. ↑  강원도횡성군조례 제2258호
164. 1 2 3  제주특별자치도조례 제857호
165. ↑  경상북도청도군조례 제2045호
166. ↑  강원도조례 제3828호
167. ↑  상공부령 제172호
168. ↑  재무부령 제846호
169. ↑  “行刑精神을 培養”. 《동아일보》. 1959년 10월 30일. 2018년 5월 9일에 확인함.
170. 1 2  대통령령 제18143호
171. ↑  “9日은「귀의날」 새로 제정하고 기념행사”. 《경향신문》. 1962년 9월 8일. 2018년 5월 9일에 확인함.
172. ↑  “「눈의날」을制定”. 《경향신문》. 1955년 11월 1일. 2018년 5월 9일에 확인함.
173. ↑  농림부령 제389호
174. ↑  대통령령 제5919호
175. ↑  대통령령 제7674호
176. ↑  대통령령 제9850호
177. ↑  문교부령 제245호
178. ↑  “오늘·發明의날”. 《동아일보》. 1957년 5월 19일. 2018년 5월 9일에 확인함.
179. ↑  “第一回『放送의 날』에”. 《동아일보》. 1964년 10월 2일. 2018년 5월 9일에 확인함.
180. ↑  재무부령 제551호
181. ↑  상공부령 제124호
182. ↑  상공부령 제344호
183. ↑  재무부령 제445호
184. ↑  대통령령 제8734호
185. ↑  “11月1日잡지의날 公報部서제정”. 《매일경제》. 1966년 10월 13일. 2018년 5월 9일에 확인함.
186. ↑  재무부령 제552호
187. ↑  상공부령 제232호
188. ↑  재무부령 제565호
189. ↑  “우편集配員의날로 每年5月31日을”. 《매일경제》. 1968년 5월 9일. 2018년 5월 9일에 확인함.
190. ↑  기념일 (한국학중앙연구원 한국민족문화대백과사전)
191. ↑  「각종 기념일 등에 관한 규정」 (대통령령 제6615호)